# Antanas Tumėnas
Antanas Tumėnas (* 13. Mai 1880 in Kurkliečiai, Kreis Rokiškis; † 8. Februar 1946 in Bachmanning, Österreich) war ein litauischer Politiker und Jurist. In der Zeit von 18. Juni 1924 bis zum 4. Februar 1925 war er der Premierminister Litauens.

## Leben
Tumėnas absolvierte 1909 das Studium der Rechtswissenschaft in Sankt Petersburg. Danach arbeitet er als Rechtsanwalt und engagierte sich politisch bei den Litauischen Christdemokraten. Unter anderem sorgte er für die Einführung eines litauischsprachigen Gottesdienstes in Zarasai. Er war Friedensrichter von Zarasai. Ab 1920 wohnte er in Kaunas, der provisorischen Hauptstadt Litauens. Hier wurde er in den vorläufigen Seimas gewählt und 1922 in den 1. ordentlichen Seimas.
Er war Mitglied der verfassunggebenden Versammlung Litauens, ab 1922 Vorsitzender der Verfassungskommission und Justizminister Litauens in mehreren Regierungen. 1941–1944 war er Universitätsprofessor in Vilnius und wurde während der deutschen Besetzung 1944 von der Gestapo verhaftet, konnte aber nach Österreich fliehen, wo er 1946 starb.